# Jean-Loïc-Claude Dersoir
Jean-Loïc-Claude Dersoir est un jockey, driver et entraîneur de trot français né à Écouché dans l'Orne le 14 novembre 1972.

## Carrière
Fils de Roland Dersoir, également entraîneur de trotteurs qui l'initie, il entre à 15 ans à l'École des courses hippiques de Graignes. Il est alors élève de Joël Hallais, entraîneur très en vue de ces années 1980.
Il remporte sa première course le 2 juillet 1989 sur une jument appartenant à son père et devient très vite, en 1991, meilleur apprenti. À 20 ans, en janvier 1993, il surprend en remportant sur Tout Bon son premier Prix de Cornulier à 50 contre 1. Il remporte en 1994 le premier de ses six Étriers d'or (1994, 1997, 1998, 1999, 2000, 2001).
Il épouse la fille de Joël Hallais, Carine, avec laquelle il crée un centre d'élevage et d'entrainement, l'écurie Jeloca à Champcerie.

## Principales victoires (groupes 1)
Monté
- Prix de Cornulier – 4 – Tout Bon (1993), First de Retz (2000, 2001), One du Rib (2007)
- Prix de Vincennes – 3 – Dimitrio (1994), Éclair de Vandel (1995), Latinus (2002)
- Prix du Président de la République – 3 – Fac Similé (1997), One du Rib (2006), Hirondelle du Rib (2021)
- Prix d'Essai – 2 – Oblat Pierji (2005), Rockeuse du Rib (2008)
- Prix des Centaures – 2 – Éclair de Vandel (1996), Latinus (2003)
- Prix de Normandie – 2 – Quille Castelets (2009, également entraineur[4]), Ina du Rib (2023)
- Prix des Élites – 1 – Cyprien des Bordes (2017)
- Prix Bilibili – 1 – Ina du Rib (2023)
- Prix de l'Île-de-France – 1 – Ina du Rib (2025)

Attelé
- Critérium des 3 ans – 2 – Memphis du Rib (2003), Nikita du Rib (2004)
- Critérium des 4 ans – 2 – Memphis du Rib (2004), Nikita du Rib (2005)
- Prix de l'Étoile  – 1 – Memphis du Rib (2003)